# Shuttle (film, 2008)
Pour les articles homonymes, voir Shuttle.
Shuttle est un film américain réalisé par Edward Anderson et sorti dans des festivals en 2008 puis en salles en 2009.

## Synopsis
Mel et Jules sont deux jeunes femmes qui reviennent à Los Angeles après un voyage au Mexique. Seth et Matt arrivent et se présentent à eux. Jules emmène Mel dans la salle de bain pour l'aider à gérer son mal des transports et Mel lui annonce qu'elle a rompu avec son fiancé. Les bagages de Mel sont perdus à l'aéroport, elle doit donc revenir le lendemain pour les récupérer. À l'extérieur, ils embarquent dans une navette après que son chauffeur leur ait proposé de leur facturer la moitié du prix d'une navette régulière. À bord, ils rencontrent Andy, un homme timide. Seth et Matt tentent de monter à bord avec les filles, mais le chauffeur est réticent. Jules l'informe que les hommes sont avec eux. Pendant le trajet - alors que la tension sexuelle montait entre les quatre jeunes - le chauffeur va se débarrasser de Seth et de Matt, les deux filles étant prisonnières, quant à Andy, il se révélera être un complice du chauffeur.
On comprend que les deux filles sont victimes d'un réseau de traite des blanches, arrivées dans une sorte de hangar, elles doivent essayer des chaussures et prendre des poses. Jules possédant un tatouage, on le lui efface. Une tentative violente pour s’échapper échoue. le chauffeur bien que blessé maîtrise la situation, Fouillant le sac de Jules, il découvre que celle-ci se soigne pour une infection buccale, ne voulant que des filles en bonne santé, il l’asphyxie. Le chauffeur force Mel à entrer dans une grande caisse en bois contenant les articles que Mel a achetés plus tôt dans un drugstore : une lampe de poche, une miche de pain, deux bidons d'eau, deux magazines, une litière pour chat, ainsi que ses pilules contre le mal des transports. La caisse est embarquée sur un bateau en direction de l'Asie du Sud-est. La dernière image montre le bagage perdu de Mel qui arrive à l'aéroport alors qu'une autre journée commence.

## Fiche technique
- Titre : Shuttle
- Réalisateur : Edward Anderson
- Production : 	Mark Donadio, Mark Williams, Michael A. Pierce et Allan Jones
- Scénario : Edward Anderson
- Musique : Henning Lohner
- Photographie : Michael Fimognari
- Date de sortie
  - 8 mars 2008 (South by Southwest Film Festival)
  - 6 mars 2009 (États-Unis)
- Durée : 106 minutes
- Pays :  États-Unis

## Distribution
- Tony Curran : Le chauffeur de la navette
- Cullen Douglas : Andy
- Cameron Goodman : Jules
- Peyton List : Mel
- Dave Power : Matt
- James Snyder : Seth

## Autour du film
- Ce film a été sélectionné dans les Inédits Vidéo du festival international du film fantastique de Gérardmer 2009
- Les indications des tubes de médicaments ne font l'objet d'aucun sous-titre ce qui entraîne une certaine confusion si on ne maîtrise pas l'anglais. Le premier tube est le médicament de Jules, le second à la fin du film est un tube de comprimés contre le mal de mer.
- Le voyage en cargo entre Los Angeles et l'Asie du Sud-est durant entre quinze jours et trois semaines, la quantité d'eau et de nourriture prévue dans la caisse semble bien mal calculée.